# Переводів (осада)
Переводів (пол. Przewodów (osada) — осада (присілок) у Польщі, у Люблінському воєводстві Грубешівського повіту, ґміни Долобичів, примикає з заходу до села Переводів.
У 1975—1998 роках осада належала до Замойського воєводства.

## Історія
Українське село на Закерзонні. У селі була дерев'яна греко-католицька церква Великомучениці Параскеви, збудована 1783 року.
Мешканці села Андрій Думка 1899 р.н. і Вартоломей Милик 1900 р.н. воювали у лавах УГА під час польсько-української війни 1918—1919 рр.
У 1939 році в селі проживало близько тисячі мешканців, з них 860 греко-католиків, 75 римо-католиків, 75 євреїв. У червні 1947 року під час операції «Вісла» українське населення Переводова депортували. А ще в цьому селі в 1945 році від рук чекістів загинув хорунжий УПА Василь Сенюк.